# 윤지혜 (탁구 선수)
윤지혜(1983년 2월 12일 ~ )는 대한민국의 한국마사회 소속탁구 선수였다. 2004년 카르 도하 세계선수권대회에서 단체동메달을 획득했다. 김무교, 이은실, 석은미, 김경아와 함께 출전한 세계대회였다. 2004년 하계 올림픽에 출전하였으나 메달을 얻지는 못했다.

## 출신 학교
- 군포초등학교
- 군포중학교
- 흥진고등학교